# Proszę Pana, chodźmy się pobawić!
Proszę Pana, chodźmy się pobawić! – serial animowany produkcji czechosłowackiej w reżyserii Břetislava Pojara i Miroslava Štěpánka. Głównymi bohaterami są dwa sympatyczne misie, które spotkały się w miejscowości Kolín.

## Lista odcinków
1. Potkali se u Kolína
2. Jak jeli k vodě
3. K princeznám se nečuchá
4. Jak jedli vtipnou kaši
5. Držte si klobouk
6. Jak šli spát
7. Co to bouchlo
8. Psí kusy
9. O pardálu, který voněl
10. A neříkej mi Vašíku
11. Nazdar kedlubny

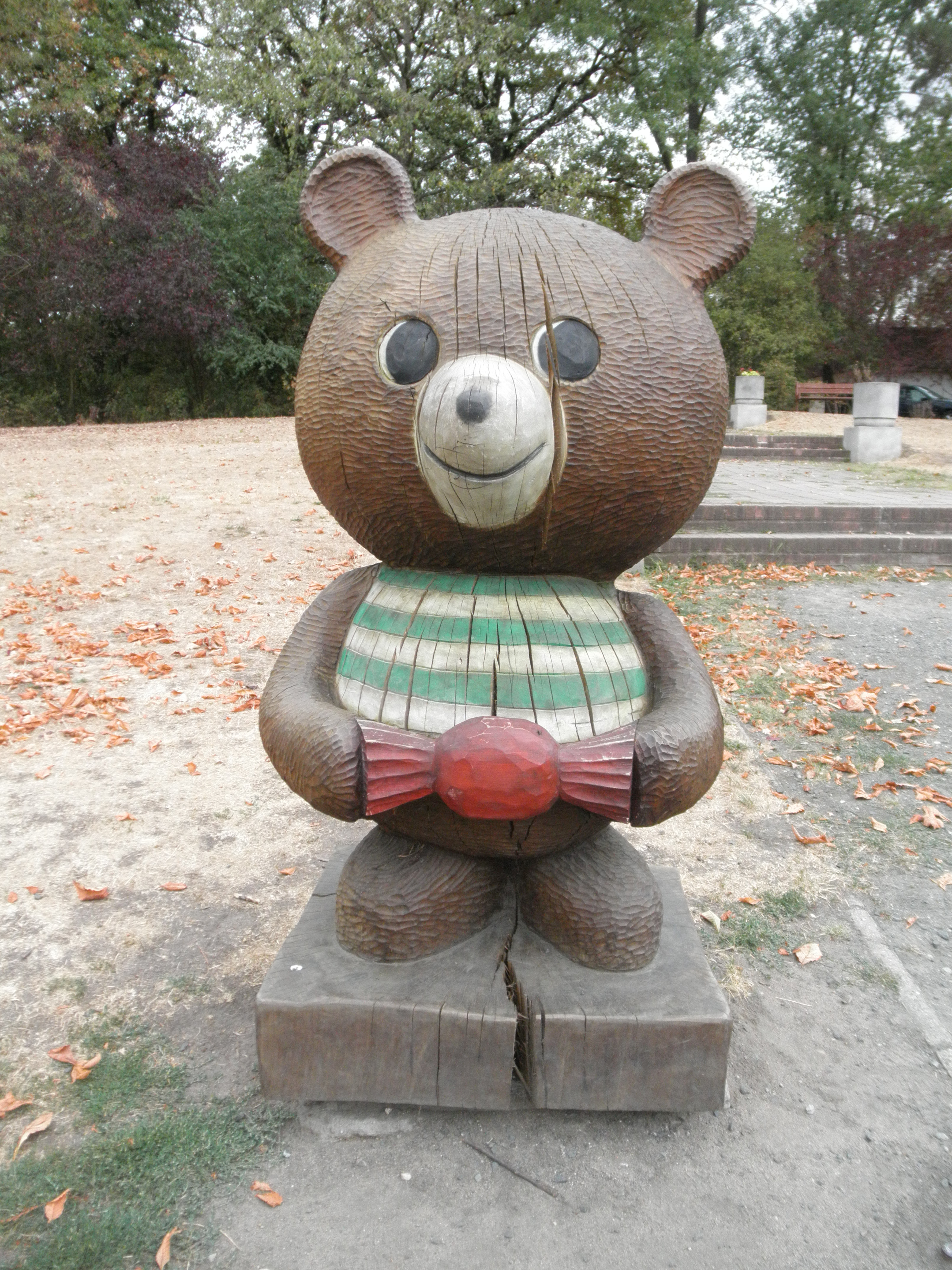
Drewniany pomnik jednego z bohaterów serialu
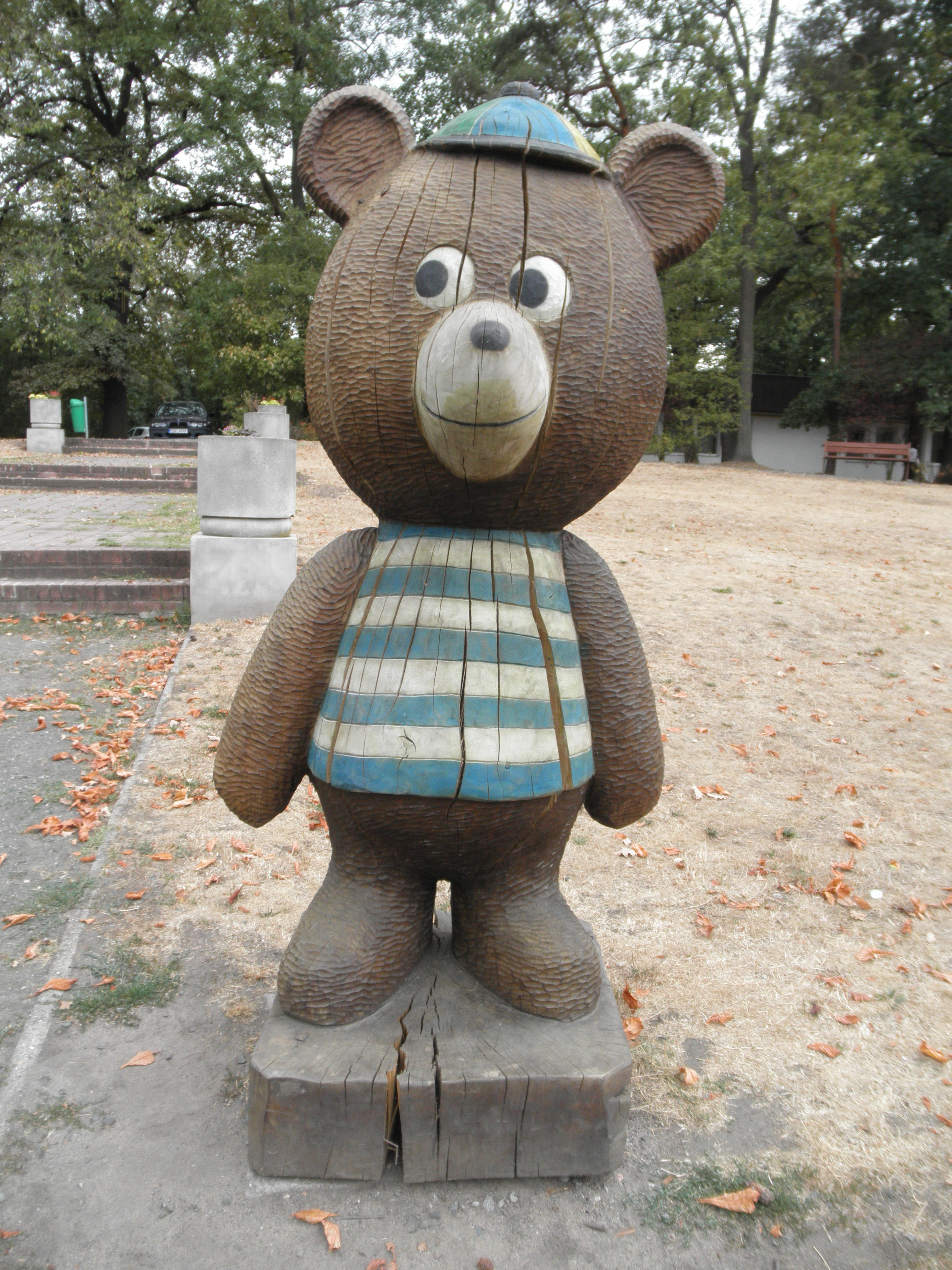
Drewniany pomnik jednego z bohaterów serialu